# Edelprinz
Edelprinz ist eine Ortschaft und eine Katastralgemeinde der Gemeinde Waidhofen an der Thaya-Land im Bezirk Waidhofen an der Thaya in Niederösterreich.

## Geografie
Das zwischen Waidhofen und Schrems liegende Dorf wird von der Landesstraße L8144 erschlossen. Zur Ortschaft zählt auch das nahe dem Herrenteich liegende und im Jahr 1806 als klassischer Waldviertler Dreiseithof erbaute Brandhaus.

## Geschichte
Laut Adressbuch von Österreich waren im Jahr 1938 in Edelprinz ein Schmied, ein Trafikant und mehrere Landwirte mit Ab-Hof-Verkauf ansässig.
Bis zur Konstituierung der Gemeinde Waidhofen an der Thaya-Land im Jahre 1971 war der Ort ein Teil der damaligen Gemeinde Buchbach.

## Persönlichkeiten
- Michael Bindlechner (* 1957),  Regisseur, Kameramann und Produzent, lebt zeitweise im Ort